# Konguta (Elva)
Pour l’article homonyme, voir Konguta.
Konguta est une localité située dans la commune d’Elva, en Estonie.